# Franz Melde
Franz Emil Melde (Großenlüder, 11 de março de 1832 — Marburgo, 17 de março de 1901) foi um físico alemão e professor da Universidade de Marburg desde 1864, sucedendo a cadeira de Christian Ludwig Gerling na instituição. Melde ficou conhecido por um experimento realizado sobre as ondas estacionárias, que leva o seu nome. O experimento de Melde é utilizado para determinar o padrão das ondas estacionárias, para medir a velocidade de uma onda transversal em uma corda e também na compreensão da interferência em ondas mecânicas.

## Obras
- Melde: Akustik: Fundamentalerscheinungen und Gesetze einfach tönender Körper.. Brockhaus. Leipzig, 1883.

## Literatura sobre Melde
- Birt: Marburger Licht- und Schattenbilder. Marburg, 1927;
- C. Graepler: Imagines Professorum Academiae Marburgensis. Marburg, 1977;
- Poggendorff: Biographisch literarisches Handwörterbuch der exakten Naturwissenschaften. Volume 7a, suplemento;
- Bernd Heinzmann: artigo na Neue Deutsche Biographie. Volume 17.